# Les Seigneurs des sphères
Les Seigneurs des sphères (titre original : Lords of the Psychon) est un roman de science-fiction post-apocalyptique de l'écrivain américain Daniel F. Galouye, publié en avril 1963 par Bantam Books. Il s'agit de son deuxième roman, après le succès du Monde aveugle.

## Concept
Le roman se déroule quinze ans après la dévastation de la Terre par une race extraterrestre. Une bande de soldats reste fidèle à son devoir de défense et est basée dans un collège déserté, à l'ombre d'une étrange et imposante Cité de la Force. Partout où les extraterrestres se sont établis, ils ont érigé de grandes villes fortifiées comprenant d'énormes bâtiments en forme de cylindres, de pyramides, de cubes, de rhomboèdres, de prismes semi-transparents et de sphères. Les extraterrestres ont détruit les équipements électriques sur toute la planète et toute la civilisation humaine a été ramenée à une technologie basée sur le charbon et la vapeur. Les Cités de la Force sont le foyer des Sphères, de grands extraterrestres flottants qui ignorent généralement les humains, sauf lorsqu'ils décident de "sélectionner" quelqu'un. Dans ce cas, elles planent et flottent dans l'air, crépitent d'électricité statique et chassent la personne sélectionnée, apparemment pour le plaisir. Les sphères peuvent traverser des murs et des collines dans leur poursuite des personnes sélectionnées. Lorsqu'elles finissent par atteindre leur proie, elles lancent des éclairs pour tuer l'humain. Les sphères sont également actives au moment de la Journée de l'horreur, un événement annuel au cours duquel une grille d'énergie se forme au-dessus de la terre et inflige aux terriens une incroyable torture physique et mentale, dont la population met des mois à se remettre.

## Résumé
Le roman commence le 24 septembre 1993 (au moment de l'écriture, trente ans dans le futur) et le capitaine Geoffery Maddox, de l'armée américaine, dirige une équipe du quartier général de la troisième armée contre une cité extraterrestre, 15 ans après la dévastation de la Terre. L'équipe est composée d'un premier maître de la marine américaine à la retraite, d'un caporal de la marine, d'un soldat de la marine, d'un soldat de l'armée de terre et d'un éclaireur civil. Ils sont les membres de la seule force militaire connue restant sur Terre et tentent de faire passer la dernière bombe atomique connue dans l'une des mystérieuses structures extraterrestres qui parsèment désormais la surface de la Terre. Ils espèrent désespérément que le déclenchement d'une explosion nucléaire de 50 kilotonnes pourra perturber le fonctionnement de la structure et ainsi atténuer les effets de ce qu'on appelle le "Jour de l'horreur" ou "Jour H".
Leur plan se retourne contre eux, et la ville absorbe complètement l'explosion de cinquante kilotonnes. Le jour H suivant est exceptionnellement violent. Après une période de récupération de quelques mois, les habitants des villages voisins sont en colère contre le groupe de militaires. Ils pensent que la ville extraterrestre devrait être laissée tranquille, et qu'alors les extraterrestres pourraient laisser les habitants en paix. Ils commencent alors à s'attaquer aux soldats. À peu près au même moment, un étranger se présente à la base militaire. Il a volé quelque chose dans une lointaine Cité de la Force:  deux anneaux lumineux, un vert et un jaune. Ils semblent en apesanteur et peuvent être étirés à n'importe quelle taille et brisés pour former d'autres anneaux comme ceux d'origine. Lorsqu'ils sont tenus avec l'anneau vert à l'intérieur de l'anneau jaune, ils crachent du plasma incandescent qui est à la base des villes extraterrestres.
Lorsque les positions sont inversées et que le jaune est placé à l'intérieur du vert, les anneaux réabsorbent le plasma. Ce dernier peut prendre n'importe quelle forme ou couleur, peut être inoffensif ou dangereux, et est très difficile à comprendre pour les soldats. L'un d'entre eux, qui était un scientifique et qui est maintenant le médecin de la base, passe des semaines à essayer de comprendre les anneaux. Il fait quelques progrès, mais la méthode scientifique ne peut pas apporter beaucoup de lumière sur le fonctionnement du plasma, car il prend sans problèmes toutes les caractéristiques que le médecin désire. S'il pense qu'il doit être dur, il devient dur, s'il pense qu'il doit être un liquide, ça devient un liquide.
Plus tard, le docteur est retrouvé mort dans son laboratoire, pendu à une corde de plasma. Maddox pense que pendant qu'il était ivre, son subconscient a pris le contrôle du plasma et lui a donné la paix qu'il recherchait désespérément depuis des années. Apparemment, le plasma peut être contrôlé par l'esprit conscient et inconscient.
Maddox trouve une solution : il emmène les anneaux loin de la base et, complètement seul, il travaille avec eux pour essayer de trouver comment contrôler le plasma. Il rencontre alors une jeune femme nommée Edie qui, depuis quelque temps, héberge une petite sphère extraterrestre. C'est très surprenant pour Maddox, car les sphères sont redoutées. Cependant, celle-ci semble s'être attachée à Edie et la suit continuellement. Maddox, aidé par l'oncle de la jeune fille, est capable d'observer et d'apprendre la nature des sphères.
Maddox en arrive à la théorie selon laquelle le plasma réagit à la fois au contenu conscient et subconscient de l'esprit de ceux qui l'entourent et décide qu'il va devoir trouver un moyen de contrôler son subconscient s'il veut apprendre à contrôler le plasma. Il travaille avec les anneaux et le plasma tout en procédant à une sorte de "nettoyage" de son subconscient et devient plus apte à contrôler le mystérieux plasma, qu'il pense être la clé de la destruction des Cités de la Force. Au fur et à mesure qu'il progresse dans son travail avec le plasma, il devient télépathe et peut communiquer ainsi avec Edie. Ils élaborent un plan pour abandonner la petite sphère, car elle devient de plus en plus grande et dangereuse, en se rendant dans la Cité de la Force toute proche. Lorsqu'ils arrivent à la ville, ils découvrent qu'ils sont capables d'affecter la ville avec leurs esprits nouvellement concentrés. Ils peuvent créer des murs, des portes et des structures. Maddox n'est pas parfait dans son contrôle ; il commet quelques erreurs, notamment en essayant sans succès de protéger une femme enceinte sur le point d'accoucher. 
Maddox et Edie retournent à la garnison et convainquent plusieurs des soldats d'apprendre à contrôler les anneaux car le prochain Jour de l'Horreur va bientôt arriver. Maddox et Edie entraînent les hommes, et bientôt ils forment un groupe qui est télépathique, peut partager les impressions visuelles des autres, et peut contrôler le plasma dans une certaine mesure. Leur contrôle est imparfait, mais ils apprennent à le maîtriser suffisamment pour construire une structure de plasma élaborée à l'intérieur de leur campement.
Presque un an s'écoule, et un autre jour H approche. Au cours de l'année écoulée, Maddox est arrivé à la conclusion que le jour H se produit parce que les sphères tentent de déplacer la Terre dans une autre dimension-réalité, et que les terribles effets ressentis le jour H sont dus au fait d'être dans cet endroit différent. Jusqu'à présent, les Sphères n'ont pas réussi à transférer la planète, mais elles s'en rapprochent chaque année. Cela signifie que lorsque les Sphères réussiront, les effets du jour H ne cesseront jamais. Maddox pense également que les Sphères réussiront cette année, à moins que lui et les autres membres de son groupe ne fassent quelque chose pour perturber cela.
Les habitants des villages environnants sont effrayés, car ils pensent que les expériences des soldats avec le plasma vont perturber les sphères et rendre le jour H encore pire que l'année précédente. Les villageois organisent donc une attaque contre la base, tandis qu'au même moment, une bande de fanatiques religieux décide également d'attaquer. Les soldats ne parviennent pas à maintenir leur structure face à l'hystérie mentale de la foule, et les sphères se joignent à l'attaque. Alors que leur cité de force plasmique commence à s'effondrer, Maddox parvient à utiliser ses nouveaux pouvoirs mentaux pour transporter 18 soldats qui ont appris à contrôler le plasma vers 18 cités de force extraterrestres, juste au moment où les villageois envahissent leur camp. Le Jour H commence à ce moment précis. Maddox ne peut plus rien faire et ne peut qu'espérer que les hommes qu'il a envoyés seront capables de perturber les Cités de la Force et d'empêcher le Jour H de se produire.
En expérimentant avec les anneaux, Maddox a découvert que tout ce qui passe par un anneau voyage dans le temps. La distance parcourue dans le temps est contrôlée par la taille de l'anneau. Maddox et Edie décident d'étirer un anneau à une grande taille, de sauter à travers l'anneau et de voyager dans le temps vers le futur. Ils se retrouvent au même endroit des années plus tard, où ils voient une statue représentant leur exploit et la façon dont ils ont libéré la terre de la domination des sphères.

## Influence
Les Seigneurs des sphères est une préquelle développée et repensée de sa nouvelle précédente, La cité de la force (parue dans Galaxy en avril 1959).  La cité de la force est une histoire beaucoup plus courte dans laquelle d'énigmatiques extraterrestres constitués de sphères de force ont conquis la Terre et installé des villes dans lesquelles les humains vivent comme des rats dans les murs, un thème repris plus tard dans les romans de Ken Bulmer, Rob Chilson (en) et William Tenn. La nouvelle raconte l'histoire d'un jeune homme qui se rend dans l'une de ces villes pour tenter de communiquer avec les extraterrestres et les convaincre que les humains sont intelligents. Il y parvient, mais cela ne fait que rendre les envahisseurs plus déterminés que jamais à les exterminer. Lords of the Psychon se déroule beaucoup plus tôt et repense une partie du matériel de base.

## Éditions françaises
- Daniel F. Galouye (trad. de l'américain par Claude Saunier), Les Seigneurs des sphères [« Lords of the Psychon »], Paris, Denoël, coll. « Présence du futur n°87 », 1965 (réimpr. 1973, 1983 1998), 230 p.[1]